# Цитозин
Цитозин је једна од 5 главних нуклеобаза које се користе за складиштење и транспорт генетских информација у ћелији унутар нуклеинских киселина ДНК и РНК. Дериват је пиримидина, са хетероцикличним ароматским прстеном и прикачена два супституента (амино група на позицији 4 и кето група на позицији 2). Нуклеозид цитозина је цитидин.
Цитозин је откривен 1894. године. Структура је предложена 1903, а синтетизован је (чиме је потврђена структура) исте године.
Цитозин је недавно добио примену квантном рачунању. Први пут је неко квантно механичко својство искоришћено за процесуирање информација 1. августа 1998, када су истраживачи на Оксфорду имплементирали Дејвид дојчов алгоритам на два квантна бита НМРКР (Нуклеарног Магнетно Резонантног Квантног Рачунара) базираног на молекулу цитозина.
Цитозин се може наћи као део ДНК, РНК или као део нуклеотида. Као цитозин трифосфат (ЦТП), може да се понаша као ко-фактор ензима, и може да врши трансфер фосфата како би од аденозин дифосфата (АДП) начинио аденозин трифосфат (АТП).
У ДНК и РНК, цитозин се упарује са гуанином. Међутим, није стабилан, и може да се претвори у урацил (спонтаном деаминацијом). Ово може довести до мутације ако не буде исправљено од стране ензима за поправку ДНК.
Цитозин може такође бити претворен у 5-метилцитозин од стране ензима званог ДНК метилтрансфераза.